# Municipio de North Shenango
El municipio de North Shenango (en inglés: North Shenango Township) es un municipio ubicado en el condado de Crawford en el estado estadounidense de Pensilvania. En el año 2000 tenía una población de 1.387 habitantes y una densidad poblacional de 28 personas por km².

## Geografía
El municipio de North Shenango se encuentra ubicado en las coordenadas 41°38′00″N 80°30′59″O / 41.63333, -80.51639.

## Demografía
Según la Oficina del Censo en 2000 los ingresos medios por hogar en la localidad eran de $28,207 y los ingresos medios por familia eran de $34,954. Los hombres tenían unos ingresos medios de $30,298 frente a los $18,846 para las mujeres. La renta per cápita de la localidad era de $16,872. Alrededor del 13,3% de la población estaba por debajo del umbral de pobreza.